# ФК Инститют
Инститют (на английски: Institute Football Club) е северноирландски футболен отбор от град Драмъхоу, недалеч от Дери, графство Лондондери. Основан през 1949 година. Домакинските си мачове играе на стадион Стенгмор Парк с капацитет 5 000 места. Най-големият успех на тима е финалът за купата на страната през 2007 година.
Участник в ИФА Премиършип, висшата лига на Северна Ирландия.

## Постижения
Национални
- ИФА Премиършип
  - 7-о място (1): 2008/09
- Първа дивизия (2 ниво)
  -  Шампион (2): 2006/07, 2013/14, 2017/18
- Купа на лигата
  - 1/2 финалист (1): 2019/20

Регионални
- Междурегионална купа
  -  Носител (2): 2012/13, 2015/16
- Северозападна купа
  -  Носител (8): 1997/98, 2002/03, 2008/09, 2010/11, 2011/12, 2014/15, 2016/17, 2017/18
- Северозападна Благотворителна купа
  -  Носител (1): 1906/07
- Мемориална купа Крейг
  -  Носител (1): 1998/99, 2011/12